# گورستان تمندان
قبرستان تمندان مربوط به دوره اشکانیان - سدهٔ ۱۰ تا ۱۳ ه.ق است و در شهرستان خاش، بخش نوک آباد، تفتان جنوبی، روستای تمندان واقع شده و این اثر در تاریخ ۲۷ اسفند ۱۳۸۶ با شمارهٔ ثبت ۲۲۶۲۸ به‌عنوان یکی از آثار ملی ایران به ثبت رسیده است.